# TAN (grupo)

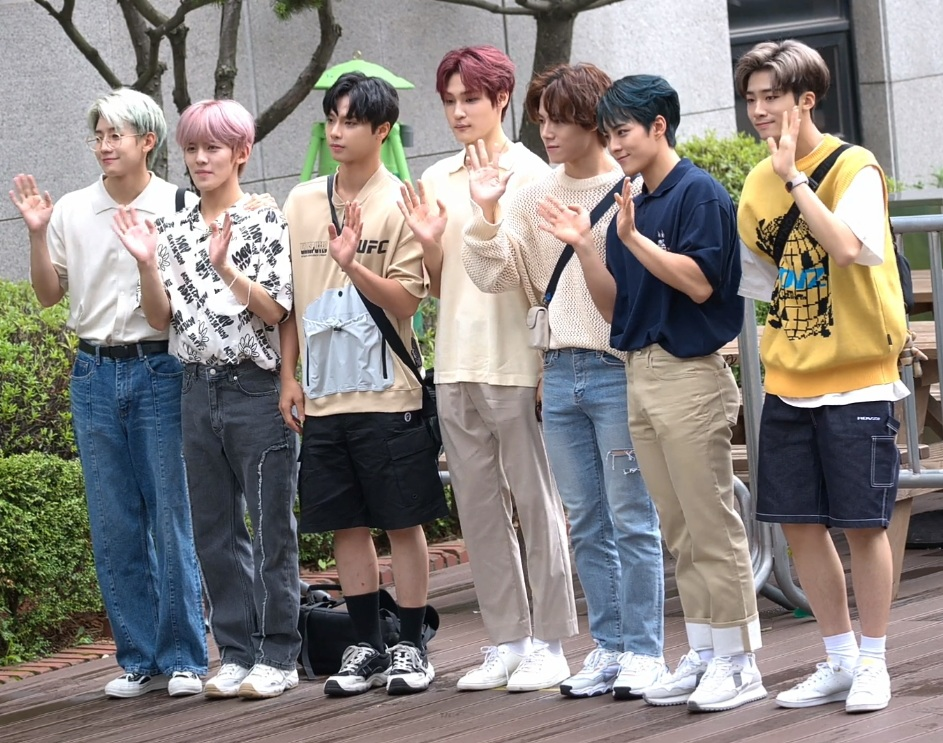
Grupo TAN em julho de 2022

TAN (em Coreano: 티에이엔; acrônimo para To All Nations), é um grupo masculino sul-coreano formado através do programa de competição de sobrevivência da MBC, Wild Idol: Extreme Debut. O grupo é composto por sete membros: Changsun, Taehoon, Jiseong, Sunghyuk, Jaejun, Hyunyeop e Jooan. O grupo estreou em 10 de março de 2022, com seu EP de estreia, 1TAN.

## História

### Pré-estréia:Wild Idole apresentações
O grupo TAN foi formado por meio do programa de competição de sobrevivência Wild Idol: Extreme Debut, que foi ao ar de 17 de setembro de 2021, até 16 de dezembro de 2021. Dos inicialmente quarenta e cinco competidores, apenas os sete primeiros com a pontuação mais alta seriam incluídos na escalação final de estreia para o debut.
Antes de aparecer no programa, a maioria dos membros já atuava na indústria do entretenimento. Lee Jae-jun estreou em 2012 como membro do grupo C-Clown sob o nome artístico de Maru, até o grupo se separar em 2015. Ele então estreou com o TREI em 2019, que se desfez no ano seguinte e estreou mais uma vez como metade da dupla JT&Marcus em 2021. Lee Chang-sun ingressou no 24K em 2016. Ambos eram concorrentes no Mix Nine, mas nenhum deles chegou ao final; o último foi eliminado na primeira rodada, ficando em 105º geral, enquanto o primeiro foi eliminado na rodada final. Seo Sung-hyuk terminou em 31º lugar no Produce 101 Season 2, depois fez sua estreia no grupo Rainz em 2017 até que o grupo concluísse suas atividades no ano seguinte. Im Joo-an teve sua estreia com o We in the Zone em 2019 até o grupo se separar, dois anos depois, em 2021. Bang Tae-hoon apareceu brevemente em Cap-Teen . Kim Ji-seong é membro do NTX, eles debutaram no início de 2021.

Em 29 de dezembro de 2021, o grupo TAN fez a sua primeira apresentação ao vivo com a música "Diving to the Top" no 2021 MBC Entertainment Awards . Dois dias depois apresentaram "Last Chance" no MBC Gayo Daejejeon . O grupo performou a música mais uma vez, em seu primeiro programa de música, transmitido no MBC 's Show! Music Core em 8 de janeiro de 2022. Tendo assim  seu primeiro " busking " no Taebaek Gowon Gymnasium em 16 de janeiro de 2022.

### Em 2022: Estréia com os álbuns1TANe2TAN + Dream&Deurim[23]
Em 28 de fevereiro de 2022, a produtora Think Entertainment divulgou um cronograma promocional anunciando a estreia do TAN, em 10 de março, com seu primeiro EP 1TAN, tendo como single principal "Du Du Du", também foi lançado como MV (music video). TAN também teve um showcase de estreia na Centennial Hall da Yonsei University no mesmo dia. No dia seguinte, a Think Entertainment anunciou que Jaejun seria um apresentador especial no Show! Music Core por duas semanas a partir de 12 de fevereiro. No mesmo dia, TAN teve sua estreia no Music Bank da KBS2 .

Em 22 de maio, o TAN teve sua segunda exibição no Pohang Space Walk. Após a apresentação, eles anunciaram que fariam um retorno em junho e estragaram partes da nova música. Em 21 de junho, TAN lançou a primeira parte de sua segunda peça estendida 2TAN com seu single principal "Louder". Em 26 de julho, TAN lançou a segunda parte de 2TAN com seu primeiro single "Walking On The Moon". Em 4 de agosto, o nome do grupo foi alterado de TAN ( 탄  ; pronunciado tan ) para TAN ( 티에이엔  ; pronunciando-se agora em inglês: tí êi ên ).
Em 11 de outubro, TAN lançou seu primeiro álbum single Dream & Deurim com o single principal "Beautiful Lie".

## Membros do Grupo
- Changsun (창선) líder[35]
- Jooan (주안) vocalista[35]
- Jaejun (재준) protagonista[35]
- Sunghyuk (성혁) cantor[35]
- Hyunyeop (현엽) vocalista[35]
- Taehoon (태훈) dançarino[35]
- Jiseong (지성) rapper[35]

## Discografia

### EPs (extended plays)
Mini Álbuns
| Título | Detalhes do álbum | Posições do Chart | Vendas        |
| Título | Detalhes do álbum | Coréia            | Vendas        |
| ------ | --- | ----------------- | ------------- |
| 1TAN   | - Lançamento: 10 de março de 2022 - Etiqueta: Pense Entretenimento - Formatos: CD, download digital, streaming Track listing 1. "Fix You Part1." 2. "Du Du Du" 3. "My Girl" 4. "Du Du Du" (English version)                                                                   | 24                | - COR: 15.460 |
| 2TAN   | Desejo ver - Lançamento: 21 de junho de 2022 - Etiqueta: Pense Entretenimento - Formatos: CD, download digital, streaming Track listing 1. "Louder" 2. "Adorable" 3. "My Heart" (언제나) 4. "Louder" (English version)                                                        | 16                | - COR: 16.659 |
| 2TAN   | nós vemos - Lançamento: 26 de julho de 2022 - Etiqueta: Pense Entretenimento - Formatos: CD, download digital, streaming Track listing 1. "Walking on the Moon" 2. "Sing With You" (너란 별 (약속해요)) 3. "Midnight" (별 헤는 밤) 4. "Walking on the Moon" (English version) | 39                | - COR: 9.895  |

### Álbuns individuais
| Título         | Detalhes do álbum | Posições de gráfico de pico | Vendas        |
| Título         | Detalhes do álbum | COR                         | Vendas        |
| -------------- | --- | --------------------------- | ------------- |
| Sonho & Deurim | - Lançamento: 11 de outubro de 2022 - Etiqueta: Pense Entretenimento - Formatos: CD, download digital, streaming Track listing 1. "Beautiful Lie" 2. "Our Youth" | 42                          | - COR: 13.804 |

### Músicas
| Título                                                                                    | Ano  | Posições de gráfico de pico | Posições de gráfico de pico | Álbum          |
| Título                                                                                    | Ano  | KOR Down. KOR Down.         | KOR BGM KOR BGM             | Álbum          |
| ----------------------------------------------------------------------------------------- | ---- | --------------------------- | --------------------------- | -------------- |
| "Du Du Du"                                                                                | 2022 | 59                          | 188                         | 1TAN           |
| "Mais alto"                                                                               | 2022 | —                           | —                           | 2TAN           |
| "Caminhando na Lua"                                                                       | 2022 | —                           | 193                         | 2TAN           |
| "Bela mentira"                                                                            | 2022 | —                           | —                           | Sonho & Deurim |
| "—" denota lançamentos que não entraram nas paradas ou não foram lançados naquela região. |      |                             |                             |                |

### Outras músicas nas paradas
| Título                                | Ano  | Posições de gráfico de pico | Álbum |
| Título                                | Ano  | KOR BGM KOR BGM             | Álbum |
| ------------------------------------- | ---- | --------------------------- | ----- |
| "Cante com você" (너란 별 (약속해요)) | 2022 | 189                         | 2TAN  |
| "Meia-noite" (별 헤는 밤)             | 2022 | 136                         | 2TAN  |

## Filmografia

### Shows de televisão
| Ano  | Título            | Título          | Notas                                             | Ref.   |
| Ano  | Inglês            | coreano         | Notas                                             | Ref.   |
| ---- | ----------------- | --------------- | ------------------------------------------------- | ------ |
| 2021 | O ídolo selvagem  | 극한데뷔 야생돌 | Survival show para determinar os membros do TAN   | [ 1 ]  |
| 2022 | Nós somos família | 우리는 식구당   | Show de variedades da empresa Think Entertainment | [ 43 ] |
| 2022 | É hora do show    |                 | Artistas Convidados                               |        |

| Ano       | Título                             | Notas                                                | Ref.   |
| --------- | ---------------------------------- | ---------------------------------------------------- | ------ |
| 2021-2022 | TAN no País das Maravilhas: 18-28  | Reality show pré-estréia                             | [ 44 ] |
| 2022      | Tendas TAN com PUBG: Battlegrounds | Show de variedades de sobrevivência com tema de jogo | [ 45 ] |

## Embaixada
- Embaixador para Untangodo 1330 (2022) [46]